# Црнац
Црнац (хорв. Crnac) — община с центром в одноимённом посёлке на северо-востоке Хорватии, в Вировитицко-Подравской жупании. Население 494 человека в самом посёлке и 1467 человек во всей общине (2011). Большинство населения — хорваты (89,5 %), сербы — 8,5 %. В состав общины кроме самого Црнаца входят ещё 9 деревень. Большинство населения занято в сельском хозяйстве.
Посёлок расположен на Подравинской низменности в восточной части жупании близ границы с Осиецко-Бараньской жупанией. В 10 километрах к северу от Црнаца протекает Драва, по которой здесь проходит венгерско-хорватская граница. Ближайшие города — Слатина (15 км к западу), Ораховица (15 км к югу) и Доньи-Михольяц (15 км к северо-востоку). Црнац связан местными дорогами с окрестными городам.